# San Luca
San Luca er en by i Calabrien, Italien med 3.438 (2023) indbyggere.